# Amir (Arabien)
Die Amir (arabisch أمير Amīr, DMG Amīr; altsüdarabisch ʾmr-m) waren ein antiker Stamm im Norden des heutigen Jemen. Nach den Berichten des arabischen Geographen al-Hamdani lebten sie in dem über 2000 m hohen Gebirgsland zwischen dem Dschauf und der Oase von Nadschran. Ihr Zentrum lag vermutlich in Hanan (Ḥanān), dem heutigen Sūq al-ʿAnān. Ihr Stammesgott war Dhu-Samawi.
Die Amir werden erstmals im ersten Siegesbericht des sabäischen Herrschers Karib’il Watar I. (um 680 v. Chr.) erwähnt. Auf seinem letzten überlieferten Feldzug unterwarf er die Amir zusammen mit zwei weiteren nördlich von Saba ansässigen Stämmen und legte den Amir einen Tribut auf. Um 510 v. Chr. besiegte der sabäische Herrscher Yitha'amar Bayyin II. Ma'in, die Muha'mir und die Amir und baute einen Tempel in Hanan. Im 4. Jahrhundert v. Chr. wurden die Amir gemeinsam mit Hadramaut von Qataban besiegt. Um 150 n. Chr. erreichte Hanan eine gewisse politische Bedeutung, als der hadramitische König Yada'il Bayyin II. Hanan besetzte, um die Weihrauchstraße von Schabwat nach Nadschran zu kontrollieren. Nach dem Sieg des sabäischen Feldherrn Nascha'karib fiel Hanan, wie wohl auch zuvor, unter sabäische Kontrolle.
Obwohl die Amir, wie aus den wenigen historischen Nachrichten über sie erkennbar ist, militärisch keine bedeutsamen Erfolge errangen, waren sie bedeutende Kamel-Züchter und kontrollierten den südlich von Nadschran gelegenen Abschnitt der Weihrauchstraße, weshalb ihre südlichen Nachbarn sich um die Vorherrschaft über das nordjemenitische Gebirgsland stritten. Wohl aufgrund dieser bedeutenden Rolle für den Handel von Süd- nach Nordarabien hatten die Amir in einigen, vor allem sabäischen, Städten und Vorstädten Kolonien, die offenbar eine Sondergruppe innerhalb der normalen Bevölkerung mit eigenen Rechten bildeten. Aufgrund der amiritischen Personennamen sowie der überlieferten amiritischen Kamelbezeichnungen sind auch starke Beziehungen zu Nordarabien, möglicherweise sogar eine Herkunft aus dem Norden, erkennbar.